# Louis Soulanes
Louis Soulanes, né le 3 août 1924 à Saint-André-de-Sangonis et mort le 14 décembre 2013 à Montpellier, est un réalisateur, directeur de la photographie, scénariste et monteur français. 

## Filmographie
Réalisateur et scénariste
- 1960 : Les filles sèment le vent
- 1964 : La Caravane Pacouli (série télévisée, 13 épisodes)
- 1968 : Le Bal des voyous (superviseur de la réalisation, réalisateur : Jean-Claude Dague)
- 1969 : Les Cousines
- 1970 : Frissons africains

Directeur de la photographie
- 1955 : La Pointe courte d'Agnès Varda (assistant opérateur)
- 1971 : Le Seuil du vide de Jean-François Davy
- 1972 : Le Blues entre les dents de Robert Manthoulis
- 1975 : L'Archisexe de Patrice Rhomm
- 1977 : Cathy, fille soumise de Bob W. Sanders (Robert Renzulli)
- 1980 : Tendre et malicieuse Christina de Bob W. Sanders (Robert Renzulli)
- 1983 : On prend la pilule et on s'éclate de [Robert Renzulli
- 1985 : Les Filles du château de Bob W. Sanders (Robert Renzulli)
- 1985 : Une fille ça va, trois, attention les dégâts ! de Robert Renzulli
- 1992 : La Colo de Robert Renzulli

Monteur
- 1975 : Les Grandes emmerdeuses (Les Petites vicieuses font les grandes emmerdeuses) de Jesús Franco
- 1977 : Cathy, fille soumise de Bob W. Sanders (Robert Renzulli)
- 1977 : Julie était belle de Jacques-René Saurel
- 1983 : On prend la pilule et on s'éclate de Robert Renzulli
- 1992 : La Colo de Robert Renzulli

Scénariste
- 1964 : Cinq filles en furie de Max Pécas

Assistant-réalisateur
- 1958 : Péché de jeunesse de Louis Duchesne
- 1959 : Pantalaskas de Paul Paviot